# Really Big!
Really Big! — студійний альбом американського джазового саксофоніста Джиммі Гіта, випущений у 1960 році лейблом Riverside.

## Опис
Це перша спроба Джиммі Гіта очолити сесію з великим гуртом, що складається з десяти музикантів, на якій він виступив як тенор-саксофоніст і композитор/аранжувальник. У сесії взяли участь корнетист Нет Еддерлі, флюгельгорніст Кларк Террі, альт-саксофоніст Кеннонболл Еддерлі, Седар Волтон або Томмі Фленаган на фортепіано, а Гіт представив п'ять оригінальних композицій (включаючи «Big 'P'» і «A Picture of Heath»), а також включив деякі інші, зокрема «Green Dolphin Street», «Dat Dere» і «My Ideal».

## Список композицій
1. «Big „P“» (Джиммі Гіт) — 4:48
2. «Old Fashioned Fun» (Джиммі Гіт) — 5:35
3. «Mona's Mood» (Джиммі Гіт) — 4:57
4. «Dat Dere» (Боббі Тіммонс) — 4:14
5. «Nails» (Джиммі Гіт) — 4:01
6. «On Green Dolphin Street» (Броніслав Капер, Нед Вашингтон) — 5:39
7. «My Ideal» (Ньюелл Чейз, Лео Робін, Річард А. Вайтінг) — 4:30
8. «Picture of Heath» (Джиммі Гіт) — 3:52

## Учасники запису
- Нет Еддерлі — корнет
- Кларк Террі — труба
- Том Макінтош — тромбон, аранжування (4, 8)
- Дік Берг — валторна
- Джуліан «Кеннонболл» Еддерлі — альт-саксофон
- Джиммі Гіт — тенор-саксофон, аранжування (1—3, 5—7)
- Пет Патрік — баритон-саксофон
- Седар Волтон (3—5, 7, 8), Томмі Фленаган (1, 2, 6) — фортепіано
- Персі Гіт — контрабас
- Альберт Гіт — ударні

Технічний персонал
- Оррін Кіпньюз — продюсер, текст
- Рей Фаулер — інженер
- Лоуренс Н. Шустак — фотографія
- Кен Дірдофф — дизайн